# Мефодий (Лапчинский-Михайлов)
Мефодий (Иван Павлович Лапчинский-Михайлов) (1816, Гудово, Черниговская губерния — 16 [28] сентября 1871, Петрозаводск) — архимандрит Русской Православной церкви, настоятель Далматовского Успенского монастыря, ректор Олонецкой духовной семинарии, кандидат богословия.

## Биография
Иван Лапчинский-Михайлов родился в 1816 году в семье священника Павла Лапчинского в селе Гудово Мглинского уезда Черниговской губернии, ныне село входит в Высокское сельское поселение Унечского района Брянской области.
В 1838 году окончил Черниговскую духовную семинарию, в 1842 году - Московскую духовную академию, пострижен в монашество.
С 1842 года - смотритель Екатеринбургских духовных училищ, иеромонах, учитель высшего отделения Екатеринбургского духовного уездного училища по классу русского языка, географии и арифметики.
С 1843 года - смотритель Далматовского духовного училища, учитель высшего отделения училища по классам пространного катехизиса, священной истории и латинского языка, с 1854 г. - учитель татарского языка.
С 1846 года настоятель Далматовского Успенского монастыря, игумен.
В 1853 году тщанием Мефодия в монастыре построен храм во имя преподобного Сергия и Никона Радонежских.
С 1851 года — архимандрит.
С 3 августа 1866 года — ректор Олонецкой духовной семинарии, преподаватель догматики семинарии ,член Олонецкой духовной консистории.
С 1867—1868 годов — член комитета по перестройке зданий Олонецкой духовной семинарии.
Архимандрит Мефодий умер после продолжительной и тяжкой болезни в первом часу дня 16 (28) сентября 1871 года, похоронен 18 (30) сентября 1871 года в подземном этаже правого алтаря строящегося Воскресенского собора города Петрозаводска Петрозаводского уезда Олонецкой губернии. 20 марта 1936 года Петрозаводский горсовет принял решение о сносе здания кафедрального Святодуховского собора. Работы по сносу собора были завершены к 1 мая 1936 года. Ныне город — административный центр Республики Карелия.

## Награды
- Императорский орден Святой Анны II степени, 1862 год
  - Знаки ордена Святой Анны II степени с императорской короной, 1866 год
- Императорский орден Святой Анны III степени, 1854 год
- Бронзовый наперсный крест на Владимирской ленте в память войны 1856 года.